# Субхи, Мустафа
Мустафа́ Субхи́ (также — Супхи, тур. Mustafa Suphi, 4 августа 1882, Гиресун — 29 января 1921, Чёрное море) — турецкий революционер, основатель и председатель Коммунистической партии Турции.

## Биография
Учился в Иерусалиме, Дамаске и Эрзуруме. Получил юридическое образование в Стамбуле в 1905 году и продолжил изучение политологии в Париже, где работал корреспондентом турецкой газеты.
В 1908 году вернулся в Османскую империю, где стал преподавать экономику и работать редактором оппозиционного издания. В 1913 году был арестован и отправлен в ссылку в Синоп, где пишет работы по западной философии.
В 1914 году Мустафа Субхи перебирается на территорию Российской империи, но с началом Первой мировой войны его арестовывают и отправляют в ссылку в Калугу, а затем на Урал. Там, в 1915 году, он знакомится с большевиками и вступает в РСДРП(б), ведёт пропагандистскую работу среди турецких пленных и становится секретарём Мирсаида Султан-Галиева. 
После Октябрьской революции — на партийной работе в Москве, Казани, Крыму, Ташкенте. Принимал активное участие в деятельности Центрального мусульманского комиссариата при НаркомНаце РСФСР при наркоме И. В. Сталине.
Во время гражданской войны Субхи был комиссаром турецкой роты Красной Армии, участвует в I-ом Конгрессе III Интернационала как делегат от Турции. В мае 1920 года переезжает в Баку для организации пересылки марксистской литературы в Турцию.
10 сентября 1920 году на Первом общем съезде турецких коммунистов коммунистические группы Турции объединились и основали Коммунистическую партию Турции, а Мустафа Субхи был избран её председателем, Этхем Нежат — генеральным секретарем. После съезда Мустафа Субхи и его товарищи отправились в Анатолию, чтобы подготовить необходимую почву и условия для революции в Турции. Однако они подверглись нападениям сторонников Мустафы Кемаля в Карсе и Эрзуруме и были вынуждены возвратиться через Трабзон в Баку. 28 января 1921 года группа турецких коммунистов во главе с Субхи, спасаясь от преследователей, вынуждена была безоружной отплыть в Чёрное море на шхуне. В ночь на 29 января Мустафа Субхи и все его товарищи были зарезаны капитаном и командой судна, что получило название «Бойня пятнадцати».

## Память
Именем Мустафы Субхи названы улица в Симферополе и улица в Ялте. До 2013 года улица Субхи была в Баку. 
До депортации крымских татар кинотеатр «Родина» в Симферополе носил имя Мустафы Субхи.